# Waldheimia transalaica
Waldheimia transalaica là một loài thực vật có hoa trong họ Cúc. Loài này được Tzvelev mô tả khoa học đầu tiên năm 2000.